# Neyita
La neyita és un mineral de la classe dels sulfurs. Rep el nom en honor de Charles Stuart Ney (1918-1975), geòleg canadenc.

## Característiques
La neyita és una sulfosal de fórmula química Ag₂Cu₆Pb25Bi26S68. Cristal·litza en el sistema monoclínic. La seva duresa a l'escala de Mohs és 2,5. És l'anàleg amb argent de la cuproneyita.
Segons la classificació de Nickel-Strunz, la neyita pertany a «02.JB: Sulfosals de l'arquetip PbS, derivats de la galena, amb Pb» juntament amb els següents minerals: diaforita, cosalita, freieslebenita, marrita, cannizzarita, wittita, junoïta, nordströmita, nuffieldita, proudita, weibul·lita, felbertalita, rouxelita, angelaïta, cuproneyita, geocronita, jordanita, kirkiïta, tsugaruïta, pillaïta, zinkenita, scainiïta, pellouxita, chovanita, aschamalmita, bursaïta, eskimoïta, fizelyita, gustavita, lil·lianita, ourayita, ramdohrita, roshchinita, schirmerita, treasurita, uchucchacuaïta, ustarasita, vikingita, xilingolita, heyrovskýita, andorita IV, gratonita, marrucciïta, vurroïta i arsenquatrandorita.

## Formació i jaciments
Va ser descoberta a la mina de molibdè British Columbia, situada al mont Patsy, a la localitat de Kitsault (Colúmbia Britànica, Canadà). També ha estat descrita als Estats Units, Portugal, Romania, la República Popular de la Xina i el Japó.